# Jean-Marc Loustau
Jean-Marc Loustau (Parigi, 13 settembre 1958) è un compositore di scacchi francese.
Ha pubblicato oltre 600 problemi di tutti i generi: diretti in due, tre e più mosse, di aiutomatto, di automatto e Fairy.
Nel 2004 la WFCC (World Federation for Chess Composition) lo ha nominato Grande Maestro della composizione. 
Due suoi problemi:
|   | a | b | c | d | e | f | g | h |   |
| 8 | c8 re del bianco · c7 pedone del nero · g7 cavallo del nero · c6 torre del nero · h6 alfiere del nero · d5 alfiere del bianco · h5 torre del nero · d4 pedone del nero · f3 torre del bianco · g3 pedone del bianco · a2 alfiere del nero · d2 cavallo del bianco · e2 cavallo del bianco · f2 torre del bianco · c1 donna del bianco · e1 alfiere del bianco · h1 re del nero | c8 re del bianco · c7 pedone del nero · g7 cavallo del nero · c6 torre del nero · h6 alfiere del nero · d5 alfiere del bianco · h5 torre del nero · d4 pedone del nero · f3 torre del bianco · g3 pedone del bianco · a2 alfiere del nero · d2 cavallo del bianco · e2 cavallo del bianco · f2 torre del bianco · c1 donna del bianco · e1 alfiere del bianco · h1 re del nero | c8 re del bianco · c7 pedone del nero · g7 cavallo del nero · c6 torre del nero · h6 alfiere del nero · d5 alfiere del bianco · h5 torre del nero · d4 pedone del nero · f3 torre del bianco · g3 pedone del bianco · a2 alfiere del nero · d2 cavallo del bianco · e2 cavallo del bianco · f2 torre del bianco · c1 donna del bianco · e1 alfiere del bianco · h1 re del nero | c8 re del bianco · c7 pedone del nero · g7 cavallo del nero · c6 torre del nero · h6 alfiere del nero · d5 alfiere del bianco · h5 torre del nero · d4 pedone del nero · f3 torre del bianco · g3 pedone del bianco · a2 alfiere del nero · d2 cavallo del bianco · e2 cavallo del bianco · f2 torre del bianco · c1 donna del bianco · e1 alfiere del bianco · h1 re del nero | c8 re del bianco · c7 pedone del nero · g7 cavallo del nero · c6 torre del nero · h6 alfiere del nero · d5 alfiere del bianco · h5 torre del nero · d4 pedone del nero · f3 torre del bianco · g3 pedone del bianco · a2 alfiere del nero · d2 cavallo del bianco · e2 cavallo del bianco · f2 torre del bianco · c1 donna del bianco · e1 alfiere del bianco · h1 re del nero | c8 re del bianco · c7 pedone del nero · g7 cavallo del nero · c6 torre del nero · h6 alfiere del nero · d5 alfiere del bianco · h5 torre del nero · d4 pedone del nero · f3 torre del bianco · g3 pedone del bianco · a2 alfiere del nero · d2 cavallo del bianco · e2 cavallo del bianco · f2 torre del bianco · c1 donna del bianco · e1 alfiere del bianco · h1 re del nero | c8 re del bianco · c7 pedone del nero · g7 cavallo del nero · c6 torre del nero · h6 alfiere del nero · d5 alfiere del bianco · h5 torre del nero · d4 pedone del nero · f3 torre del bianco · g3 pedone del bianco · a2 alfiere del nero · d2 cavallo del bianco · e2 cavallo del bianco · f2 torre del bianco · c1 donna del bianco · e1 alfiere del bianco · h1 re del nero | c8 re del bianco · c7 pedone del nero · g7 cavallo del nero · c6 torre del nero · h6 alfiere del nero · d5 alfiere del bianco · h5 torre del nero · d4 pedone del nero · f3 torre del bianco · g3 pedone del bianco · a2 alfiere del nero · d2 cavallo del bianco · e2 cavallo del bianco · f2 torre del bianco · c1 donna del bianco · e1 alfiere del bianco · h1 re del nero | 8 |
| 7 | c8 re del bianco · c7 pedone del nero · g7 cavallo del nero · c6 torre del nero · h6 alfiere del nero · d5 alfiere del bianco · h5 torre del nero · d4 pedone del nero · f3 torre del bianco · g3 pedone del bianco · a2 alfiere del nero · d2 cavallo del bianco · e2 cavallo del bianco · f2 torre del bianco · c1 donna del bianco · e1 alfiere del bianco · h1 re del nero | c8 re del bianco · c7 pedone del nero · g7 cavallo del nero · c6 torre del nero · h6 alfiere del nero · d5 alfiere del bianco · h5 torre del nero · d4 pedone del nero · f3 torre del bianco · g3 pedone del bianco · a2 alfiere del nero · d2 cavallo del bianco · e2 cavallo del bianco · f2 torre del bianco · c1 donna del bianco · e1 alfiere del bianco · h1 re del nero | c8 re del bianco · c7 pedone del nero · g7 cavallo del nero · c6 torre del nero · h6 alfiere del nero · d5 alfiere del bianco · h5 torre del nero · d4 pedone del nero · f3 torre del bianco · g3 pedone del bianco · a2 alfiere del nero · d2 cavallo del bianco · e2 cavallo del bianco · f2 torre del bianco · c1 donna del bianco · e1 alfiere del bianco · h1 re del nero | c8 re del bianco · c7 pedone del nero · g7 cavallo del nero · c6 torre del nero · h6 alfiere del nero · d5 alfiere del bianco · h5 torre del nero · d4 pedone del nero · f3 torre del bianco · g3 pedone del bianco · a2 alfiere del nero · d2 cavallo del bianco · e2 cavallo del bianco · f2 torre del bianco · c1 donna del bianco · e1 alfiere del bianco · h1 re del nero | c8 re del bianco · c7 pedone del nero · g7 cavallo del nero · c6 torre del nero · h6 alfiere del nero · d5 alfiere del bianco · h5 torre del nero · d4 pedone del nero · f3 torre del bianco · g3 pedone del bianco · a2 alfiere del nero · d2 cavallo del bianco · e2 cavallo del bianco · f2 torre del bianco · c1 donna del bianco · e1 alfiere del bianco · h1 re del nero | c8 re del bianco · c7 pedone del nero · g7 cavallo del nero · c6 torre del nero · h6 alfiere del nero · d5 alfiere del bianco · h5 torre del nero · d4 pedone del nero · f3 torre del bianco · g3 pedone del bianco · a2 alfiere del nero · d2 cavallo del bianco · e2 cavallo del bianco · f2 torre del bianco · c1 donna del bianco · e1 alfiere del bianco · h1 re del nero | c8 re del bianco · c7 pedone del nero · g7 cavallo del nero · c6 torre del nero · h6 alfiere del nero · d5 alfiere del bianco · h5 torre del nero · d4 pedone del nero · f3 torre del bianco · g3 pedone del bianco · a2 alfiere del nero · d2 cavallo del bianco · e2 cavallo del bianco · f2 torre del bianco · c1 donna del bianco · e1 alfiere del bianco · h1 re del nero | c8 re del bianco · c7 pedone del nero · g7 cavallo del nero · c6 torre del nero · h6 alfiere del nero · d5 alfiere del bianco · h5 torre del nero · d4 pedone del nero · f3 torre del bianco · g3 pedone del bianco · a2 alfiere del nero · d2 cavallo del bianco · e2 cavallo del bianco · f2 torre del bianco · c1 donna del bianco · e1 alfiere del bianco · h1 re del nero | 7 |
| 6 | c8 re del bianco · c7 pedone del nero · g7 cavallo del nero · c6 torre del nero · h6 alfiere del nero · d5 alfiere del bianco · h5 torre del nero · d4 pedone del nero · f3 torre del bianco · g3 pedone del bianco · a2 alfiere del nero · d2 cavallo del bianco · e2 cavallo del bianco · f2 torre del bianco · c1 donna del bianco · e1 alfiere del bianco · h1 re del nero | c8 re del bianco · c7 pedone del nero · g7 cavallo del nero · c6 torre del nero · h6 alfiere del nero · d5 alfiere del bianco · h5 torre del nero · d4 pedone del nero · f3 torre del bianco · g3 pedone del bianco · a2 alfiere del nero · d2 cavallo del bianco · e2 cavallo del bianco · f2 torre del bianco · c1 donna del bianco · e1 alfiere del bianco · h1 re del nero | c8 re del bianco · c7 pedone del nero · g7 cavallo del nero · c6 torre del nero · h6 alfiere del nero · d5 alfiere del bianco · h5 torre del nero · d4 pedone del nero · f3 torre del bianco · g3 pedone del bianco · a2 alfiere del nero · d2 cavallo del bianco · e2 cavallo del bianco · f2 torre del bianco · c1 donna del bianco · e1 alfiere del bianco · h1 re del nero | c8 re del bianco · c7 pedone del nero · g7 cavallo del nero · c6 torre del nero · h6 alfiere del nero · d5 alfiere del bianco · h5 torre del nero · d4 pedone del nero · f3 torre del bianco · g3 pedone del bianco · a2 alfiere del nero · d2 cavallo del bianco · e2 cavallo del bianco · f2 torre del bianco · c1 donna del bianco · e1 alfiere del bianco · h1 re del nero | c8 re del bianco · c7 pedone del nero · g7 cavallo del nero · c6 torre del nero · h6 alfiere del nero · d5 alfiere del bianco · h5 torre del nero · d4 pedone del nero · f3 torre del bianco · g3 pedone del bianco · a2 alfiere del nero · d2 cavallo del bianco · e2 cavallo del bianco · f2 torre del bianco · c1 donna del bianco · e1 alfiere del bianco · h1 re del nero | c8 re del bianco · c7 pedone del nero · g7 cavallo del nero · c6 torre del nero · h6 alfiere del nero · d5 alfiere del bianco · h5 torre del nero · d4 pedone del nero · f3 torre del bianco · g3 pedone del bianco · a2 alfiere del nero · d2 cavallo del bianco · e2 cavallo del bianco · f2 torre del bianco · c1 donna del bianco · e1 alfiere del bianco · h1 re del nero | c8 re del bianco · c7 pedone del nero · g7 cavallo del nero · c6 torre del nero · h6 alfiere del nero · d5 alfiere del bianco · h5 torre del nero · d4 pedone del nero · f3 torre del bianco · g3 pedone del bianco · a2 alfiere del nero · d2 cavallo del bianco · e2 cavallo del bianco · f2 torre del bianco · c1 donna del bianco · e1 alfiere del bianco · h1 re del nero | c8 re del bianco · c7 pedone del nero · g7 cavallo del nero · c6 torre del nero · h6 alfiere del nero · d5 alfiere del bianco · h5 torre del nero · d4 pedone del nero · f3 torre del bianco · g3 pedone del bianco · a2 alfiere del nero · d2 cavallo del bianco · e2 cavallo del bianco · f2 torre del bianco · c1 donna del bianco · e1 alfiere del bianco · h1 re del nero | 6 |
| 5 | c8 re del bianco · c7 pedone del nero · g7 cavallo del nero · c6 torre del nero · h6 alfiere del nero · d5 alfiere del bianco · h5 torre del nero · d4 pedone del nero · f3 torre del bianco · g3 pedone del bianco · a2 alfiere del nero · d2 cavallo del bianco · e2 cavallo del bianco · f2 torre del bianco · c1 donna del bianco · e1 alfiere del bianco · h1 re del nero | c8 re del bianco · c7 pedone del nero · g7 cavallo del nero · c6 torre del nero · h6 alfiere del nero · d5 alfiere del bianco · h5 torre del nero · d4 pedone del nero · f3 torre del bianco · g3 pedone del bianco · a2 alfiere del nero · d2 cavallo del bianco · e2 cavallo del bianco · f2 torre del bianco · c1 donna del bianco · e1 alfiere del bianco · h1 re del nero | c8 re del bianco · c7 pedone del nero · g7 cavallo del nero · c6 torre del nero · h6 alfiere del nero · d5 alfiere del bianco · h5 torre del nero · d4 pedone del nero · f3 torre del bianco · g3 pedone del bianco · a2 alfiere del nero · d2 cavallo del bianco · e2 cavallo del bianco · f2 torre del bianco · c1 donna del bianco · e1 alfiere del bianco · h1 re del nero | c8 re del bianco · c7 pedone del nero · g7 cavallo del nero · c6 torre del nero · h6 alfiere del nero · d5 alfiere del bianco · h5 torre del nero · d4 pedone del nero · f3 torre del bianco · g3 pedone del bianco · a2 alfiere del nero · d2 cavallo del bianco · e2 cavallo del bianco · f2 torre del bianco · c1 donna del bianco · e1 alfiere del bianco · h1 re del nero | c8 re del bianco · c7 pedone del nero · g7 cavallo del nero · c6 torre del nero · h6 alfiere del nero · d5 alfiere del bianco · h5 torre del nero · d4 pedone del nero · f3 torre del bianco · g3 pedone del bianco · a2 alfiere del nero · d2 cavallo del bianco · e2 cavallo del bianco · f2 torre del bianco · c1 donna del bianco · e1 alfiere del bianco · h1 re del nero | c8 re del bianco · c7 pedone del nero · g7 cavallo del nero · c6 torre del nero · h6 alfiere del nero · d5 alfiere del bianco · h5 torre del nero · d4 pedone del nero · f3 torre del bianco · g3 pedone del bianco · a2 alfiere del nero · d2 cavallo del bianco · e2 cavallo del bianco · f2 torre del bianco · c1 donna del bianco · e1 alfiere del bianco · h1 re del nero | c8 re del bianco · c7 pedone del nero · g7 cavallo del nero · c6 torre del nero · h6 alfiere del nero · d5 alfiere del bianco · h5 torre del nero · d4 pedone del nero · f3 torre del bianco · g3 pedone del bianco · a2 alfiere del nero · d2 cavallo del bianco · e2 cavallo del bianco · f2 torre del bianco · c1 donna del bianco · e1 alfiere del bianco · h1 re del nero | c8 re del bianco · c7 pedone del nero · g7 cavallo del nero · c6 torre del nero · h6 alfiere del nero · d5 alfiere del bianco · h5 torre del nero · d4 pedone del nero · f3 torre del bianco · g3 pedone del bianco · a2 alfiere del nero · d2 cavallo del bianco · e2 cavallo del bianco · f2 torre del bianco · c1 donna del bianco · e1 alfiere del bianco · h1 re del nero | 5 |
| 4 | c8 re del bianco · c7 pedone del nero · g7 cavallo del nero · c6 torre del nero · h6 alfiere del nero · d5 alfiere del bianco · h5 torre del nero · d4 pedone del nero · f3 torre del bianco · g3 pedone del bianco · a2 alfiere del nero · d2 cavallo del bianco · e2 cavallo del bianco · f2 torre del bianco · c1 donna del bianco · e1 alfiere del bianco · h1 re del nero | c8 re del bianco · c7 pedone del nero · g7 cavallo del nero · c6 torre del nero · h6 alfiere del nero · d5 alfiere del bianco · h5 torre del nero · d4 pedone del nero · f3 torre del bianco · g3 pedone del bianco · a2 alfiere del nero · d2 cavallo del bianco · e2 cavallo del bianco · f2 torre del bianco · c1 donna del bianco · e1 alfiere del bianco · h1 re del nero | c8 re del bianco · c7 pedone del nero · g7 cavallo del nero · c6 torre del nero · h6 alfiere del nero · d5 alfiere del bianco · h5 torre del nero · d4 pedone del nero · f3 torre del bianco · g3 pedone del bianco · a2 alfiere del nero · d2 cavallo del bianco · e2 cavallo del bianco · f2 torre del bianco · c1 donna del bianco · e1 alfiere del bianco · h1 re del nero | c8 re del bianco · c7 pedone del nero · g7 cavallo del nero · c6 torre del nero · h6 alfiere del nero · d5 alfiere del bianco · h5 torre del nero · d4 pedone del nero · f3 torre del bianco · g3 pedone del bianco · a2 alfiere del nero · d2 cavallo del bianco · e2 cavallo del bianco · f2 torre del bianco · c1 donna del bianco · e1 alfiere del bianco · h1 re del nero | c8 re del bianco · c7 pedone del nero · g7 cavallo del nero · c6 torre del nero · h6 alfiere del nero · d5 alfiere del bianco · h5 torre del nero · d4 pedone del nero · f3 torre del bianco · g3 pedone del bianco · a2 alfiere del nero · d2 cavallo del bianco · e2 cavallo del bianco · f2 torre del bianco · c1 donna del bianco · e1 alfiere del bianco · h1 re del nero | c8 re del bianco · c7 pedone del nero · g7 cavallo del nero · c6 torre del nero · h6 alfiere del nero · d5 alfiere del bianco · h5 torre del nero · d4 pedone del nero · f3 torre del bianco · g3 pedone del bianco · a2 alfiere del nero · d2 cavallo del bianco · e2 cavallo del bianco · f2 torre del bianco · c1 donna del bianco · e1 alfiere del bianco · h1 re del nero | c8 re del bianco · c7 pedone del nero · g7 cavallo del nero · c6 torre del nero · h6 alfiere del nero · d5 alfiere del bianco · h5 torre del nero · d4 pedone del nero · f3 torre del bianco · g3 pedone del bianco · a2 alfiere del nero · d2 cavallo del bianco · e2 cavallo del bianco · f2 torre del bianco · c1 donna del bianco · e1 alfiere del bianco · h1 re del nero | c8 re del bianco · c7 pedone del nero · g7 cavallo del nero · c6 torre del nero · h6 alfiere del nero · d5 alfiere del bianco · h5 torre del nero · d4 pedone del nero · f3 torre del bianco · g3 pedone del bianco · a2 alfiere del nero · d2 cavallo del bianco · e2 cavallo del bianco · f2 torre del bianco · c1 donna del bianco · e1 alfiere del bianco · h1 re del nero | 4 |
| 3 | c8 re del bianco · c7 pedone del nero · g7 cavallo del nero · c6 torre del nero · h6 alfiere del nero · d5 alfiere del bianco · h5 torre del nero · d4 pedone del nero · f3 torre del bianco · g3 pedone del bianco · a2 alfiere del nero · d2 cavallo del bianco · e2 cavallo del bianco · f2 torre del bianco · c1 donna del bianco · e1 alfiere del bianco · h1 re del nero | c8 re del bianco · c7 pedone del nero · g7 cavallo del nero · c6 torre del nero · h6 alfiere del nero · d5 alfiere del bianco · h5 torre del nero · d4 pedone del nero · f3 torre del bianco · g3 pedone del bianco · a2 alfiere del nero · d2 cavallo del bianco · e2 cavallo del bianco · f2 torre del bianco · c1 donna del bianco · e1 alfiere del bianco · h1 re del nero | c8 re del bianco · c7 pedone del nero · g7 cavallo del nero · c6 torre del nero · h6 alfiere del nero · d5 alfiere del bianco · h5 torre del nero · d4 pedone del nero · f3 torre del bianco · g3 pedone del bianco · a2 alfiere del nero · d2 cavallo del bianco · e2 cavallo del bianco · f2 torre del bianco · c1 donna del bianco · e1 alfiere del bianco · h1 re del nero | c8 re del bianco · c7 pedone del nero · g7 cavallo del nero · c6 torre del nero · h6 alfiere del nero · d5 alfiere del bianco · h5 torre del nero · d4 pedone del nero · f3 torre del bianco · g3 pedone del bianco · a2 alfiere del nero · d2 cavallo del bianco · e2 cavallo del bianco · f2 torre del bianco · c1 donna del bianco · e1 alfiere del bianco · h1 re del nero | c8 re del bianco · c7 pedone del nero · g7 cavallo del nero · c6 torre del nero · h6 alfiere del nero · d5 alfiere del bianco · h5 torre del nero · d4 pedone del nero · f3 torre del bianco · g3 pedone del bianco · a2 alfiere del nero · d2 cavallo del bianco · e2 cavallo del bianco · f2 torre del bianco · c1 donna del bianco · e1 alfiere del bianco · h1 re del nero | c8 re del bianco · c7 pedone del nero · g7 cavallo del nero · c6 torre del nero · h6 alfiere del nero · d5 alfiere del bianco · h5 torre del nero · d4 pedone del nero · f3 torre del bianco · g3 pedone del bianco · a2 alfiere del nero · d2 cavallo del bianco · e2 cavallo del bianco · f2 torre del bianco · c1 donna del bianco · e1 alfiere del bianco · h1 re del nero | c8 re del bianco · c7 pedone del nero · g7 cavallo del nero · c6 torre del nero · h6 alfiere del nero · d5 alfiere del bianco · h5 torre del nero · d4 pedone del nero · f3 torre del bianco · g3 pedone del bianco · a2 alfiere del nero · d2 cavallo del bianco · e2 cavallo del bianco · f2 torre del bianco · c1 donna del bianco · e1 alfiere del bianco · h1 re del nero | c8 re del bianco · c7 pedone del nero · g7 cavallo del nero · c6 torre del nero · h6 alfiere del nero · d5 alfiere del bianco · h5 torre del nero · d4 pedone del nero · f3 torre del bianco · g3 pedone del bianco · a2 alfiere del nero · d2 cavallo del bianco · e2 cavallo del bianco · f2 torre del bianco · c1 donna del bianco · e1 alfiere del bianco · h1 re del nero | 3 |
| 2 | c8 re del bianco · c7 pedone del nero · g7 cavallo del nero · c6 torre del nero · h6 alfiere del nero · d5 alfiere del bianco · h5 torre del nero · d4 pedone del nero · f3 torre del bianco · g3 pedone del bianco · a2 alfiere del nero · d2 cavallo del bianco · e2 cavallo del bianco · f2 torre del bianco · c1 donna del bianco · e1 alfiere del bianco · h1 re del nero | c8 re del bianco · c7 pedone del nero · g7 cavallo del nero · c6 torre del nero · h6 alfiere del nero · d5 alfiere del bianco · h5 torre del nero · d4 pedone del nero · f3 torre del bianco · g3 pedone del bianco · a2 alfiere del nero · d2 cavallo del bianco · e2 cavallo del bianco · f2 torre del bianco · c1 donna del bianco · e1 alfiere del bianco · h1 re del nero | c8 re del bianco · c7 pedone del nero · g7 cavallo del nero · c6 torre del nero · h6 alfiere del nero · d5 alfiere del bianco · h5 torre del nero · d4 pedone del nero · f3 torre del bianco · g3 pedone del bianco · a2 alfiere del nero · d2 cavallo del bianco · e2 cavallo del bianco · f2 torre del bianco · c1 donna del bianco · e1 alfiere del bianco · h1 re del nero | c8 re del bianco · c7 pedone del nero · g7 cavallo del nero · c6 torre del nero · h6 alfiere del nero · d5 alfiere del bianco · h5 torre del nero · d4 pedone del nero · f3 torre del bianco · g3 pedone del bianco · a2 alfiere del nero · d2 cavallo del bianco · e2 cavallo del bianco · f2 torre del bianco · c1 donna del bianco · e1 alfiere del bianco · h1 re del nero | c8 re del bianco · c7 pedone del nero · g7 cavallo del nero · c6 torre del nero · h6 alfiere del nero · d5 alfiere del bianco · h5 torre del nero · d4 pedone del nero · f3 torre del bianco · g3 pedone del bianco · a2 alfiere del nero · d2 cavallo del bianco · e2 cavallo del bianco · f2 torre del bianco · c1 donna del bianco · e1 alfiere del bianco · h1 re del nero | c8 re del bianco · c7 pedone del nero · g7 cavallo del nero · c6 torre del nero · h6 alfiere del nero · d5 alfiere del bianco · h5 torre del nero · d4 pedone del nero · f3 torre del bianco · g3 pedone del bianco · a2 alfiere del nero · d2 cavallo del bianco · e2 cavallo del bianco · f2 torre del bianco · c1 donna del bianco · e1 alfiere del bianco · h1 re del nero | c8 re del bianco · c7 pedone del nero · g7 cavallo del nero · c6 torre del nero · h6 alfiere del nero · d5 alfiere del bianco · h5 torre del nero · d4 pedone del nero · f3 torre del bianco · g3 pedone del bianco · a2 alfiere del nero · d2 cavallo del bianco · e2 cavallo del bianco · f2 torre del bianco · c1 donna del bianco · e1 alfiere del bianco · h1 re del nero | c8 re del bianco · c7 pedone del nero · g7 cavallo del nero · c6 torre del nero · h6 alfiere del nero · d5 alfiere del bianco · h5 torre del nero · d4 pedone del nero · f3 torre del bianco · g3 pedone del bianco · a2 alfiere del nero · d2 cavallo del bianco · e2 cavallo del bianco · f2 torre del bianco · c1 donna del bianco · e1 alfiere del bianco · h1 re del nero | 2 |
| 1 | c8 re del bianco · c7 pedone del nero · g7 cavallo del nero · c6 torre del nero · h6 alfiere del nero · d5 alfiere del bianco · h5 torre del nero · d4 pedone del nero · f3 torre del bianco · g3 pedone del bianco · a2 alfiere del nero · d2 cavallo del bianco · e2 cavallo del bianco · f2 torre del bianco · c1 donna del bianco · e1 alfiere del bianco · h1 re del nero | c8 re del bianco · c7 pedone del nero · g7 cavallo del nero · c6 torre del nero · h6 alfiere del nero · d5 alfiere del bianco · h5 torre del nero · d4 pedone del nero · f3 torre del bianco · g3 pedone del bianco · a2 alfiere del nero · d2 cavallo del bianco · e2 cavallo del bianco · f2 torre del bianco · c1 donna del bianco · e1 alfiere del bianco · h1 re del nero | c8 re del bianco · c7 pedone del nero · g7 cavallo del nero · c6 torre del nero · h6 alfiere del nero · d5 alfiere del bianco · h5 torre del nero · d4 pedone del nero · f3 torre del bianco · g3 pedone del bianco · a2 alfiere del nero · d2 cavallo del bianco · e2 cavallo del bianco · f2 torre del bianco · c1 donna del bianco · e1 alfiere del bianco · h1 re del nero | c8 re del bianco · c7 pedone del nero · g7 cavallo del nero · c6 torre del nero · h6 alfiere del nero · d5 alfiere del bianco · h5 torre del nero · d4 pedone del nero · f3 torre del bianco · g3 pedone del bianco · a2 alfiere del nero · d2 cavallo del bianco · e2 cavallo del bianco · f2 torre del bianco · c1 donna del bianco · e1 alfiere del bianco · h1 re del nero | c8 re del bianco · c7 pedone del nero · g7 cavallo del nero · c6 torre del nero · h6 alfiere del nero · d5 alfiere del bianco · h5 torre del nero · d4 pedone del nero · f3 torre del bianco · g3 pedone del bianco · a2 alfiere del nero · d2 cavallo del bianco · e2 cavallo del bianco · f2 torre del bianco · c1 donna del bianco · e1 alfiere del bianco · h1 re del nero | c8 re del bianco · c7 pedone del nero · g7 cavallo del nero · c6 torre del nero · h6 alfiere del nero · d5 alfiere del bianco · h5 torre del nero · d4 pedone del nero · f3 torre del bianco · g3 pedone del bianco · a2 alfiere del nero · d2 cavallo del bianco · e2 cavallo del bianco · f2 torre del bianco · c1 donna del bianco · e1 alfiere del bianco · h1 re del nero | c8 re del bianco · c7 pedone del nero · g7 cavallo del nero · c6 torre del nero · h6 alfiere del nero · d5 alfiere del bianco · h5 torre del nero · d4 pedone del nero · f3 torre del bianco · g3 pedone del bianco · a2 alfiere del nero · d2 cavallo del bianco · e2 cavallo del bianco · f2 torre del bianco · c1 donna del bianco · e1 alfiere del bianco · h1 re del nero | c8 re del bianco · c7 pedone del nero · g7 cavallo del nero · c6 torre del nero · h6 alfiere del nero · d5 alfiere del bianco · h5 torre del nero · d4 pedone del nero · f3 torre del bianco · g3 pedone del bianco · a2 alfiere del nero · d2 cavallo del bianco · e2 cavallo del bianco · f2 torre del bianco · c1 donna del bianco · e1 alfiere del bianco · h1 re del nero | 1 |
|   | a | b | c | d | e | f | g | h |   |

|   | a | b | c | d | e | f | g | h |   |
| 8 | g8 cavallo del bianco · e7 torre del bianco · f7 alfiere del bianco · g7 donna del bianco · h7 re del bianco · d6 alfiere del nero · g6 pedone del bianco · d5 pedone del nero · f5 re del nero · g5 torre del nero · h5 pedone del nero · c4 pedone del nero · d4 torre del bianco · g4 cavallo del nero · h4 alfiere del bianco · a3 donna del nero · e3 torre del nero · h1 cavallo del bianco | g8 cavallo del bianco · e7 torre del bianco · f7 alfiere del bianco · g7 donna del bianco · h7 re del bianco · d6 alfiere del nero · g6 pedone del bianco · d5 pedone del nero · f5 re del nero · g5 torre del nero · h5 pedone del nero · c4 pedone del nero · d4 torre del bianco · g4 cavallo del nero · h4 alfiere del bianco · a3 donna del nero · e3 torre del nero · h1 cavallo del bianco | g8 cavallo del bianco · e7 torre del bianco · f7 alfiere del bianco · g7 donna del bianco · h7 re del bianco · d6 alfiere del nero · g6 pedone del bianco · d5 pedone del nero · f5 re del nero · g5 torre del nero · h5 pedone del nero · c4 pedone del nero · d4 torre del bianco · g4 cavallo del nero · h4 alfiere del bianco · a3 donna del nero · e3 torre del nero · h1 cavallo del bianco | g8 cavallo del bianco · e7 torre del bianco · f7 alfiere del bianco · g7 donna del bianco · h7 re del bianco · d6 alfiere del nero · g6 pedone del bianco · d5 pedone del nero · f5 re del nero · g5 torre del nero · h5 pedone del nero · c4 pedone del nero · d4 torre del bianco · g4 cavallo del nero · h4 alfiere del bianco · a3 donna del nero · e3 torre del nero · h1 cavallo del bianco | g8 cavallo del bianco · e7 torre del bianco · f7 alfiere del bianco · g7 donna del bianco · h7 re del bianco · d6 alfiere del nero · g6 pedone del bianco · d5 pedone del nero · f5 re del nero · g5 torre del nero · h5 pedone del nero · c4 pedone del nero · d4 torre del bianco · g4 cavallo del nero · h4 alfiere del bianco · a3 donna del nero · e3 torre del nero · h1 cavallo del bianco | g8 cavallo del bianco · e7 torre del bianco · f7 alfiere del bianco · g7 donna del bianco · h7 re del bianco · d6 alfiere del nero · g6 pedone del bianco · d5 pedone del nero · f5 re del nero · g5 torre del nero · h5 pedone del nero · c4 pedone del nero · d4 torre del bianco · g4 cavallo del nero · h4 alfiere del bianco · a3 donna del nero · e3 torre del nero · h1 cavallo del bianco | g8 cavallo del bianco · e7 torre del bianco · f7 alfiere del bianco · g7 donna del bianco · h7 re del bianco · d6 alfiere del nero · g6 pedone del bianco · d5 pedone del nero · f5 re del nero · g5 torre del nero · h5 pedone del nero · c4 pedone del nero · d4 torre del bianco · g4 cavallo del nero · h4 alfiere del bianco · a3 donna del nero · e3 torre del nero · h1 cavallo del bianco | g8 cavallo del bianco · e7 torre del bianco · f7 alfiere del bianco · g7 donna del bianco · h7 re del bianco · d6 alfiere del nero · g6 pedone del bianco · d5 pedone del nero · f5 re del nero · g5 torre del nero · h5 pedone del nero · c4 pedone del nero · d4 torre del bianco · g4 cavallo del nero · h4 alfiere del bianco · a3 donna del nero · e3 torre del nero · h1 cavallo del bianco | 8 |
| 7 | g8 cavallo del bianco · e7 torre del bianco · f7 alfiere del bianco · g7 donna del bianco · h7 re del bianco · d6 alfiere del nero · g6 pedone del bianco · d5 pedone del nero · f5 re del nero · g5 torre del nero · h5 pedone del nero · c4 pedone del nero · d4 torre del bianco · g4 cavallo del nero · h4 alfiere del bianco · a3 donna del nero · e3 torre del nero · h1 cavallo del bianco | g8 cavallo del bianco · e7 torre del bianco · f7 alfiere del bianco · g7 donna del bianco · h7 re del bianco · d6 alfiere del nero · g6 pedone del bianco · d5 pedone del nero · f5 re del nero · g5 torre del nero · h5 pedone del nero · c4 pedone del nero · d4 torre del bianco · g4 cavallo del nero · h4 alfiere del bianco · a3 donna del nero · e3 torre del nero · h1 cavallo del bianco | g8 cavallo del bianco · e7 torre del bianco · f7 alfiere del bianco · g7 donna del bianco · h7 re del bianco · d6 alfiere del nero · g6 pedone del bianco · d5 pedone del nero · f5 re del nero · g5 torre del nero · h5 pedone del nero · c4 pedone del nero · d4 torre del bianco · g4 cavallo del nero · h4 alfiere del bianco · a3 donna del nero · e3 torre del nero · h1 cavallo del bianco | g8 cavallo del bianco · e7 torre del bianco · f7 alfiere del bianco · g7 donna del bianco · h7 re del bianco · d6 alfiere del nero · g6 pedone del bianco · d5 pedone del nero · f5 re del nero · g5 torre del nero · h5 pedone del nero · c4 pedone del nero · d4 torre del bianco · g4 cavallo del nero · h4 alfiere del bianco · a3 donna del nero · e3 torre del nero · h1 cavallo del bianco | g8 cavallo del bianco · e7 torre del bianco · f7 alfiere del bianco · g7 donna del bianco · h7 re del bianco · d6 alfiere del nero · g6 pedone del bianco · d5 pedone del nero · f5 re del nero · g5 torre del nero · h5 pedone del nero · c4 pedone del nero · d4 torre del bianco · g4 cavallo del nero · h4 alfiere del bianco · a3 donna del nero · e3 torre del nero · h1 cavallo del bianco | g8 cavallo del bianco · e7 torre del bianco · f7 alfiere del bianco · g7 donna del bianco · h7 re del bianco · d6 alfiere del nero · g6 pedone del bianco · d5 pedone del nero · f5 re del nero · g5 torre del nero · h5 pedone del nero · c4 pedone del nero · d4 torre del bianco · g4 cavallo del nero · h4 alfiere del bianco · a3 donna del nero · e3 torre del nero · h1 cavallo del bianco | g8 cavallo del bianco · e7 torre del bianco · f7 alfiere del bianco · g7 donna del bianco · h7 re del bianco · d6 alfiere del nero · g6 pedone del bianco · d5 pedone del nero · f5 re del nero · g5 torre del nero · h5 pedone del nero · c4 pedone del nero · d4 torre del bianco · g4 cavallo del nero · h4 alfiere del bianco · a3 donna del nero · e3 torre del nero · h1 cavallo del bianco | g8 cavallo del bianco · e7 torre del bianco · f7 alfiere del bianco · g7 donna del bianco · h7 re del bianco · d6 alfiere del nero · g6 pedone del bianco · d5 pedone del nero · f5 re del nero · g5 torre del nero · h5 pedone del nero · c4 pedone del nero · d4 torre del bianco · g4 cavallo del nero · h4 alfiere del bianco · a3 donna del nero · e3 torre del nero · h1 cavallo del bianco | 7 |
| 6 | g8 cavallo del bianco · e7 torre del bianco · f7 alfiere del bianco · g7 donna del bianco · h7 re del bianco · d6 alfiere del nero · g6 pedone del bianco · d5 pedone del nero · f5 re del nero · g5 torre del nero · h5 pedone del nero · c4 pedone del nero · d4 torre del bianco · g4 cavallo del nero · h4 alfiere del bianco · a3 donna del nero · e3 torre del nero · h1 cavallo del bianco | g8 cavallo del bianco · e7 torre del bianco · f7 alfiere del bianco · g7 donna del bianco · h7 re del bianco · d6 alfiere del nero · g6 pedone del bianco · d5 pedone del nero · f5 re del nero · g5 torre del nero · h5 pedone del nero · c4 pedone del nero · d4 torre del bianco · g4 cavallo del nero · h4 alfiere del bianco · a3 donna del nero · e3 torre del nero · h1 cavallo del bianco | g8 cavallo del bianco · e7 torre del bianco · f7 alfiere del bianco · g7 donna del bianco · h7 re del bianco · d6 alfiere del nero · g6 pedone del bianco · d5 pedone del nero · f5 re del nero · g5 torre del nero · h5 pedone del nero · c4 pedone del nero · d4 torre del bianco · g4 cavallo del nero · h4 alfiere del bianco · a3 donna del nero · e3 torre del nero · h1 cavallo del bianco | g8 cavallo del bianco · e7 torre del bianco · f7 alfiere del bianco · g7 donna del bianco · h7 re del bianco · d6 alfiere del nero · g6 pedone del bianco · d5 pedone del nero · f5 re del nero · g5 torre del nero · h5 pedone del nero · c4 pedone del nero · d4 torre del bianco · g4 cavallo del nero · h4 alfiere del bianco · a3 donna del nero · e3 torre del nero · h1 cavallo del bianco | g8 cavallo del bianco · e7 torre del bianco · f7 alfiere del bianco · g7 donna del bianco · h7 re del bianco · d6 alfiere del nero · g6 pedone del bianco · d5 pedone del nero · f5 re del nero · g5 torre del nero · h5 pedone del nero · c4 pedone del nero · d4 torre del bianco · g4 cavallo del nero · h4 alfiere del bianco · a3 donna del nero · e3 torre del nero · h1 cavallo del bianco | g8 cavallo del bianco · e7 torre del bianco · f7 alfiere del bianco · g7 donna del bianco · h7 re del bianco · d6 alfiere del nero · g6 pedone del bianco · d5 pedone del nero · f5 re del nero · g5 torre del nero · h5 pedone del nero · c4 pedone del nero · d4 torre del bianco · g4 cavallo del nero · h4 alfiere del bianco · a3 donna del nero · e3 torre del nero · h1 cavallo del bianco | g8 cavallo del bianco · e7 torre del bianco · f7 alfiere del bianco · g7 donna del bianco · h7 re del bianco · d6 alfiere del nero · g6 pedone del bianco · d5 pedone del nero · f5 re del nero · g5 torre del nero · h5 pedone del nero · c4 pedone del nero · d4 torre del bianco · g4 cavallo del nero · h4 alfiere del bianco · a3 donna del nero · e3 torre del nero · h1 cavallo del bianco | g8 cavallo del bianco · e7 torre del bianco · f7 alfiere del bianco · g7 donna del bianco · h7 re del bianco · d6 alfiere del nero · g6 pedone del bianco · d5 pedone del nero · f5 re del nero · g5 torre del nero · h5 pedone del nero · c4 pedone del nero · d4 torre del bianco · g4 cavallo del nero · h4 alfiere del bianco · a3 donna del nero · e3 torre del nero · h1 cavallo del bianco | 6 |
| 5 | g8 cavallo del bianco · e7 torre del bianco · f7 alfiere del bianco · g7 donna del bianco · h7 re del bianco · d6 alfiere del nero · g6 pedone del bianco · d5 pedone del nero · f5 re del nero · g5 torre del nero · h5 pedone del nero · c4 pedone del nero · d4 torre del bianco · g4 cavallo del nero · h4 alfiere del bianco · a3 donna del nero · e3 torre del nero · h1 cavallo del bianco | g8 cavallo del bianco · e7 torre del bianco · f7 alfiere del bianco · g7 donna del bianco · h7 re del bianco · d6 alfiere del nero · g6 pedone del bianco · d5 pedone del nero · f5 re del nero · g5 torre del nero · h5 pedone del nero · c4 pedone del nero · d4 torre del bianco · g4 cavallo del nero · h4 alfiere del bianco · a3 donna del nero · e3 torre del nero · h1 cavallo del bianco | g8 cavallo del bianco · e7 torre del bianco · f7 alfiere del bianco · g7 donna del bianco · h7 re del bianco · d6 alfiere del nero · g6 pedone del bianco · d5 pedone del nero · f5 re del nero · g5 torre del nero · h5 pedone del nero · c4 pedone del nero · d4 torre del bianco · g4 cavallo del nero · h4 alfiere del bianco · a3 donna del nero · e3 torre del nero · h1 cavallo del bianco | g8 cavallo del bianco · e7 torre del bianco · f7 alfiere del bianco · g7 donna del bianco · h7 re del bianco · d6 alfiere del nero · g6 pedone del bianco · d5 pedone del nero · f5 re del nero · g5 torre del nero · h5 pedone del nero · c4 pedone del nero · d4 torre del bianco · g4 cavallo del nero · h4 alfiere del bianco · a3 donna del nero · e3 torre del nero · h1 cavallo del bianco | g8 cavallo del bianco · e7 torre del bianco · f7 alfiere del bianco · g7 donna del bianco · h7 re del bianco · d6 alfiere del nero · g6 pedone del bianco · d5 pedone del nero · f5 re del nero · g5 torre del nero · h5 pedone del nero · c4 pedone del nero · d4 torre del bianco · g4 cavallo del nero · h4 alfiere del bianco · a3 donna del nero · e3 torre del nero · h1 cavallo del bianco | g8 cavallo del bianco · e7 torre del bianco · f7 alfiere del bianco · g7 donna del bianco · h7 re del bianco · d6 alfiere del nero · g6 pedone del bianco · d5 pedone del nero · f5 re del nero · g5 torre del nero · h5 pedone del nero · c4 pedone del nero · d4 torre del bianco · g4 cavallo del nero · h4 alfiere del bianco · a3 donna del nero · e3 torre del nero · h1 cavallo del bianco | g8 cavallo del bianco · e7 torre del bianco · f7 alfiere del bianco · g7 donna del bianco · h7 re del bianco · d6 alfiere del nero · g6 pedone del bianco · d5 pedone del nero · f5 re del nero · g5 torre del nero · h5 pedone del nero · c4 pedone del nero · d4 torre del bianco · g4 cavallo del nero · h4 alfiere del bianco · a3 donna del nero · e3 torre del nero · h1 cavallo del bianco | g8 cavallo del bianco · e7 torre del bianco · f7 alfiere del bianco · g7 donna del bianco · h7 re del bianco · d6 alfiere del nero · g6 pedone del bianco · d5 pedone del nero · f5 re del nero · g5 torre del nero · h5 pedone del nero · c4 pedone del nero · d4 torre del bianco · g4 cavallo del nero · h4 alfiere del bianco · a3 donna del nero · e3 torre del nero · h1 cavallo del bianco | 5 |
| 4 | g8 cavallo del bianco · e7 torre del bianco · f7 alfiere del bianco · g7 donna del bianco · h7 re del bianco · d6 alfiere del nero · g6 pedone del bianco · d5 pedone del nero · f5 re del nero · g5 torre del nero · h5 pedone del nero · c4 pedone del nero · d4 torre del bianco · g4 cavallo del nero · h4 alfiere del bianco · a3 donna del nero · e3 torre del nero · h1 cavallo del bianco | g8 cavallo del bianco · e7 torre del bianco · f7 alfiere del bianco · g7 donna del bianco · h7 re del bianco · d6 alfiere del nero · g6 pedone del bianco · d5 pedone del nero · f5 re del nero · g5 torre del nero · h5 pedone del nero · c4 pedone del nero · d4 torre del bianco · g4 cavallo del nero · h4 alfiere del bianco · a3 donna del nero · e3 torre del nero · h1 cavallo del bianco | g8 cavallo del bianco · e7 torre del bianco · f7 alfiere del bianco · g7 donna del bianco · h7 re del bianco · d6 alfiere del nero · g6 pedone del bianco · d5 pedone del nero · f5 re del nero · g5 torre del nero · h5 pedone del nero · c4 pedone del nero · d4 torre del bianco · g4 cavallo del nero · h4 alfiere del bianco · a3 donna del nero · e3 torre del nero · h1 cavallo del bianco | g8 cavallo del bianco · e7 torre del bianco · f7 alfiere del bianco · g7 donna del bianco · h7 re del bianco · d6 alfiere del nero · g6 pedone del bianco · d5 pedone del nero · f5 re del nero · g5 torre del nero · h5 pedone del nero · c4 pedone del nero · d4 torre del bianco · g4 cavallo del nero · h4 alfiere del bianco · a3 donna del nero · e3 torre del nero · h1 cavallo del bianco | g8 cavallo del bianco · e7 torre del bianco · f7 alfiere del bianco · g7 donna del bianco · h7 re del bianco · d6 alfiere del nero · g6 pedone del bianco · d5 pedone del nero · f5 re del nero · g5 torre del nero · h5 pedone del nero · c4 pedone del nero · d4 torre del bianco · g4 cavallo del nero · h4 alfiere del bianco · a3 donna del nero · e3 torre del nero · h1 cavallo del bianco | g8 cavallo del bianco · e7 torre del bianco · f7 alfiere del bianco · g7 donna del bianco · h7 re del bianco · d6 alfiere del nero · g6 pedone del bianco · d5 pedone del nero · f5 re del nero · g5 torre del nero · h5 pedone del nero · c4 pedone del nero · d4 torre del bianco · g4 cavallo del nero · h4 alfiere del bianco · a3 donna del nero · e3 torre del nero · h1 cavallo del bianco | g8 cavallo del bianco · e7 torre del bianco · f7 alfiere del bianco · g7 donna del bianco · h7 re del bianco · d6 alfiere del nero · g6 pedone del bianco · d5 pedone del nero · f5 re del nero · g5 torre del nero · h5 pedone del nero · c4 pedone del nero · d4 torre del bianco · g4 cavallo del nero · h4 alfiere del bianco · a3 donna del nero · e3 torre del nero · h1 cavallo del bianco | g8 cavallo del bianco · e7 torre del bianco · f7 alfiere del bianco · g7 donna del bianco · h7 re del bianco · d6 alfiere del nero · g6 pedone del bianco · d5 pedone del nero · f5 re del nero · g5 torre del nero · h5 pedone del nero · c4 pedone del nero · d4 torre del bianco · g4 cavallo del nero · h4 alfiere del bianco · a3 donna del nero · e3 torre del nero · h1 cavallo del bianco | 4 |
| 3 | g8 cavallo del bianco · e7 torre del bianco · f7 alfiere del bianco · g7 donna del bianco · h7 re del bianco · d6 alfiere del nero · g6 pedone del bianco · d5 pedone del nero · f5 re del nero · g5 torre del nero · h5 pedone del nero · c4 pedone del nero · d4 torre del bianco · g4 cavallo del nero · h4 alfiere del bianco · a3 donna del nero · e3 torre del nero · h1 cavallo del bianco | g8 cavallo del bianco · e7 torre del bianco · f7 alfiere del bianco · g7 donna del bianco · h7 re del bianco · d6 alfiere del nero · g6 pedone del bianco · d5 pedone del nero · f5 re del nero · g5 torre del nero · h5 pedone del nero · c4 pedone del nero · d4 torre del bianco · g4 cavallo del nero · h4 alfiere del bianco · a3 donna del nero · e3 torre del nero · h1 cavallo del bianco | g8 cavallo del bianco · e7 torre del bianco · f7 alfiere del bianco · g7 donna del bianco · h7 re del bianco · d6 alfiere del nero · g6 pedone del bianco · d5 pedone del nero · f5 re del nero · g5 torre del nero · h5 pedone del nero · c4 pedone del nero · d4 torre del bianco · g4 cavallo del nero · h4 alfiere del bianco · a3 donna del nero · e3 torre del nero · h1 cavallo del bianco | g8 cavallo del bianco · e7 torre del bianco · f7 alfiere del bianco · g7 donna del bianco · h7 re del bianco · d6 alfiere del nero · g6 pedone del bianco · d5 pedone del nero · f5 re del nero · g5 torre del nero · h5 pedone del nero · c4 pedone del nero · d4 torre del bianco · g4 cavallo del nero · h4 alfiere del bianco · a3 donna del nero · e3 torre del nero · h1 cavallo del bianco | g8 cavallo del bianco · e7 torre del bianco · f7 alfiere del bianco · g7 donna del bianco · h7 re del bianco · d6 alfiere del nero · g6 pedone del bianco · d5 pedone del nero · f5 re del nero · g5 torre del nero · h5 pedone del nero · c4 pedone del nero · d4 torre del bianco · g4 cavallo del nero · h4 alfiere del bianco · a3 donna del nero · e3 torre del nero · h1 cavallo del bianco | g8 cavallo del bianco · e7 torre del bianco · f7 alfiere del bianco · g7 donna del bianco · h7 re del bianco · d6 alfiere del nero · g6 pedone del bianco · d5 pedone del nero · f5 re del nero · g5 torre del nero · h5 pedone del nero · c4 pedone del nero · d4 torre del bianco · g4 cavallo del nero · h4 alfiere del bianco · a3 donna del nero · e3 torre del nero · h1 cavallo del bianco | g8 cavallo del bianco · e7 torre del bianco · f7 alfiere del bianco · g7 donna del bianco · h7 re del bianco · d6 alfiere del nero · g6 pedone del bianco · d5 pedone del nero · f5 re del nero · g5 torre del nero · h5 pedone del nero · c4 pedone del nero · d4 torre del bianco · g4 cavallo del nero · h4 alfiere del bianco · a3 donna del nero · e3 torre del nero · h1 cavallo del bianco | g8 cavallo del bianco · e7 torre del bianco · f7 alfiere del bianco · g7 donna del bianco · h7 re del bianco · d6 alfiere del nero · g6 pedone del bianco · d5 pedone del nero · f5 re del nero · g5 torre del nero · h5 pedone del nero · c4 pedone del nero · d4 torre del bianco · g4 cavallo del nero · h4 alfiere del bianco · a3 donna del nero · e3 torre del nero · h1 cavallo del bianco | 3 |
| 2 | g8 cavallo del bianco · e7 torre del bianco · f7 alfiere del bianco · g7 donna del bianco · h7 re del bianco · d6 alfiere del nero · g6 pedone del bianco · d5 pedone del nero · f5 re del nero · g5 torre del nero · h5 pedone del nero · c4 pedone del nero · d4 torre del bianco · g4 cavallo del nero · h4 alfiere del bianco · a3 donna del nero · e3 torre del nero · h1 cavallo del bianco | g8 cavallo del bianco · e7 torre del bianco · f7 alfiere del bianco · g7 donna del bianco · h7 re del bianco · d6 alfiere del nero · g6 pedone del bianco · d5 pedone del nero · f5 re del nero · g5 torre del nero · h5 pedone del nero · c4 pedone del nero · d4 torre del bianco · g4 cavallo del nero · h4 alfiere del bianco · a3 donna del nero · e3 torre del nero · h1 cavallo del bianco | g8 cavallo del bianco · e7 torre del bianco · f7 alfiere del bianco · g7 donna del bianco · h7 re del bianco · d6 alfiere del nero · g6 pedone del bianco · d5 pedone del nero · f5 re del nero · g5 torre del nero · h5 pedone del nero · c4 pedone del nero · d4 torre del bianco · g4 cavallo del nero · h4 alfiere del bianco · a3 donna del nero · e3 torre del nero · h1 cavallo del bianco | g8 cavallo del bianco · e7 torre del bianco · f7 alfiere del bianco · g7 donna del bianco · h7 re del bianco · d6 alfiere del nero · g6 pedone del bianco · d5 pedone del nero · f5 re del nero · g5 torre del nero · h5 pedone del nero · c4 pedone del nero · d4 torre del bianco · g4 cavallo del nero · h4 alfiere del bianco · a3 donna del nero · e3 torre del nero · h1 cavallo del bianco | g8 cavallo del bianco · e7 torre del bianco · f7 alfiere del bianco · g7 donna del bianco · h7 re del bianco · d6 alfiere del nero · g6 pedone del bianco · d5 pedone del nero · f5 re del nero · g5 torre del nero · h5 pedone del nero · c4 pedone del nero · d4 torre del bianco · g4 cavallo del nero · h4 alfiere del bianco · a3 donna del nero · e3 torre del nero · h1 cavallo del bianco | g8 cavallo del bianco · e7 torre del bianco · f7 alfiere del bianco · g7 donna del bianco · h7 re del bianco · d6 alfiere del nero · g6 pedone del bianco · d5 pedone del nero · f5 re del nero · g5 torre del nero · h5 pedone del nero · c4 pedone del nero · d4 torre del bianco · g4 cavallo del nero · h4 alfiere del bianco · a3 donna del nero · e3 torre del nero · h1 cavallo del bianco | g8 cavallo del bianco · e7 torre del bianco · f7 alfiere del bianco · g7 donna del bianco · h7 re del bianco · d6 alfiere del nero · g6 pedone del bianco · d5 pedone del nero · f5 re del nero · g5 torre del nero · h5 pedone del nero · c4 pedone del nero · d4 torre del bianco · g4 cavallo del nero · h4 alfiere del bianco · a3 donna del nero · e3 torre del nero · h1 cavallo del bianco | g8 cavallo del bianco · e7 torre del bianco · f7 alfiere del bianco · g7 donna del bianco · h7 re del bianco · d6 alfiere del nero · g6 pedone del bianco · d5 pedone del nero · f5 re del nero · g5 torre del nero · h5 pedone del nero · c4 pedone del nero · d4 torre del bianco · g4 cavallo del nero · h4 alfiere del bianco · a3 donna del nero · e3 torre del nero · h1 cavallo del bianco | 2 |
| 1 | g8 cavallo del bianco · e7 torre del bianco · f7 alfiere del bianco · g7 donna del bianco · h7 re del bianco · d6 alfiere del nero · g6 pedone del bianco · d5 pedone del nero · f5 re del nero · g5 torre del nero · h5 pedone del nero · c4 pedone del nero · d4 torre del bianco · g4 cavallo del nero · h4 alfiere del bianco · a3 donna del nero · e3 torre del nero · h1 cavallo del bianco | g8 cavallo del bianco · e7 torre del bianco · f7 alfiere del bianco · g7 donna del bianco · h7 re del bianco · d6 alfiere del nero · g6 pedone del bianco · d5 pedone del nero · f5 re del nero · g5 torre del nero · h5 pedone del nero · c4 pedone del nero · d4 torre del bianco · g4 cavallo del nero · h4 alfiere del bianco · a3 donna del nero · e3 torre del nero · h1 cavallo del bianco | g8 cavallo del bianco · e7 torre del bianco · f7 alfiere del bianco · g7 donna del bianco · h7 re del bianco · d6 alfiere del nero · g6 pedone del bianco · d5 pedone del nero · f5 re del nero · g5 torre del nero · h5 pedone del nero · c4 pedone del nero · d4 torre del bianco · g4 cavallo del nero · h4 alfiere del bianco · a3 donna del nero · e3 torre del nero · h1 cavallo del bianco | g8 cavallo del bianco · e7 torre del bianco · f7 alfiere del bianco · g7 donna del bianco · h7 re del bianco · d6 alfiere del nero · g6 pedone del bianco · d5 pedone del nero · f5 re del nero · g5 torre del nero · h5 pedone del nero · c4 pedone del nero · d4 torre del bianco · g4 cavallo del nero · h4 alfiere del bianco · a3 donna del nero · e3 torre del nero · h1 cavallo del bianco | g8 cavallo del bianco · e7 torre del bianco · f7 alfiere del bianco · g7 donna del bianco · h7 re del bianco · d6 alfiere del nero · g6 pedone del bianco · d5 pedone del nero · f5 re del nero · g5 torre del nero · h5 pedone del nero · c4 pedone del nero · d4 torre del bianco · g4 cavallo del nero · h4 alfiere del bianco · a3 donna del nero · e3 torre del nero · h1 cavallo del bianco | g8 cavallo del bianco · e7 torre del bianco · f7 alfiere del bianco · g7 donna del bianco · h7 re del bianco · d6 alfiere del nero · g6 pedone del bianco · d5 pedone del nero · f5 re del nero · g5 torre del nero · h5 pedone del nero · c4 pedone del nero · d4 torre del bianco · g4 cavallo del nero · h4 alfiere del bianco · a3 donna del nero · e3 torre del nero · h1 cavallo del bianco | g8 cavallo del bianco · e7 torre del bianco · f7 alfiere del bianco · g7 donna del bianco · h7 re del bianco · d6 alfiere del nero · g6 pedone del bianco · d5 pedone del nero · f5 re del nero · g5 torre del nero · h5 pedone del nero · c4 pedone del nero · d4 torre del bianco · g4 cavallo del nero · h4 alfiere del bianco · a3 donna del nero · e3 torre del nero · h1 cavallo del bianco | g8 cavallo del bianco · e7 torre del bianco · f7 alfiere del bianco · g7 donna del bianco · h7 re del bianco · d6 alfiere del nero · g6 pedone del bianco · d5 pedone del nero · f5 re del nero · g5 torre del nero · h5 pedone del nero · c4 pedone del nero · d4 torre del bianco · g4 cavallo del nero · h4 alfiere del bianco · a3 donna del nero · e3 torre del nero · h1 cavallo del bianco | 1 |
|   | a | b | c | d | e | f | g | h |   |

Soluzione:
1. Ag3!  (min. 2. De5+ Axe5  3. Ae6#)
1... Da6  2. Te5+ Axe5  3. Ce7#

1... Dc1  2. Ae5 Txe5  3. Cg3#

1... Axg3  2. Cxg3+ Txg3  3. Ae6#